# Turmuhrenmuseum Naunhof

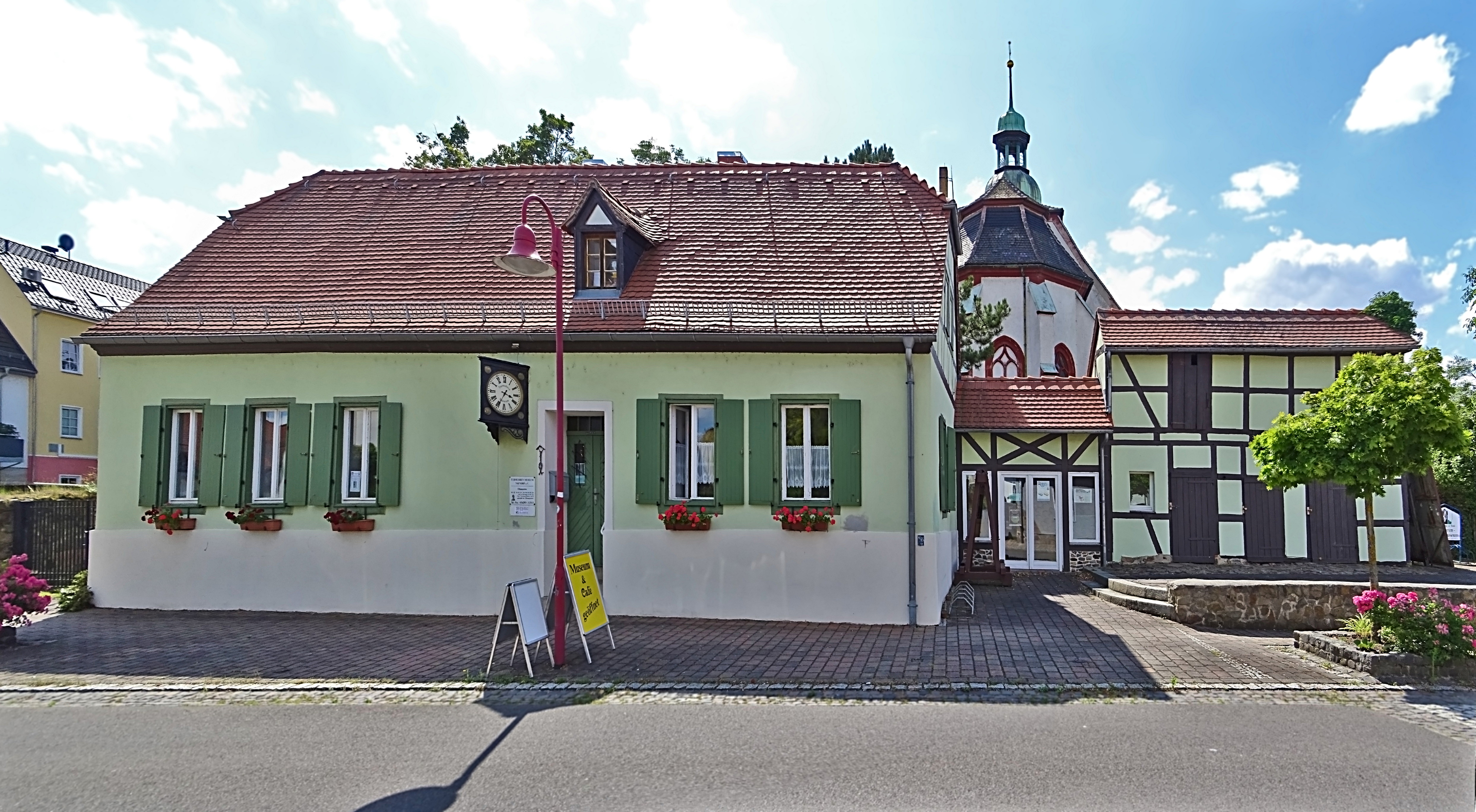
Turmuhrenmuseum Naunhof

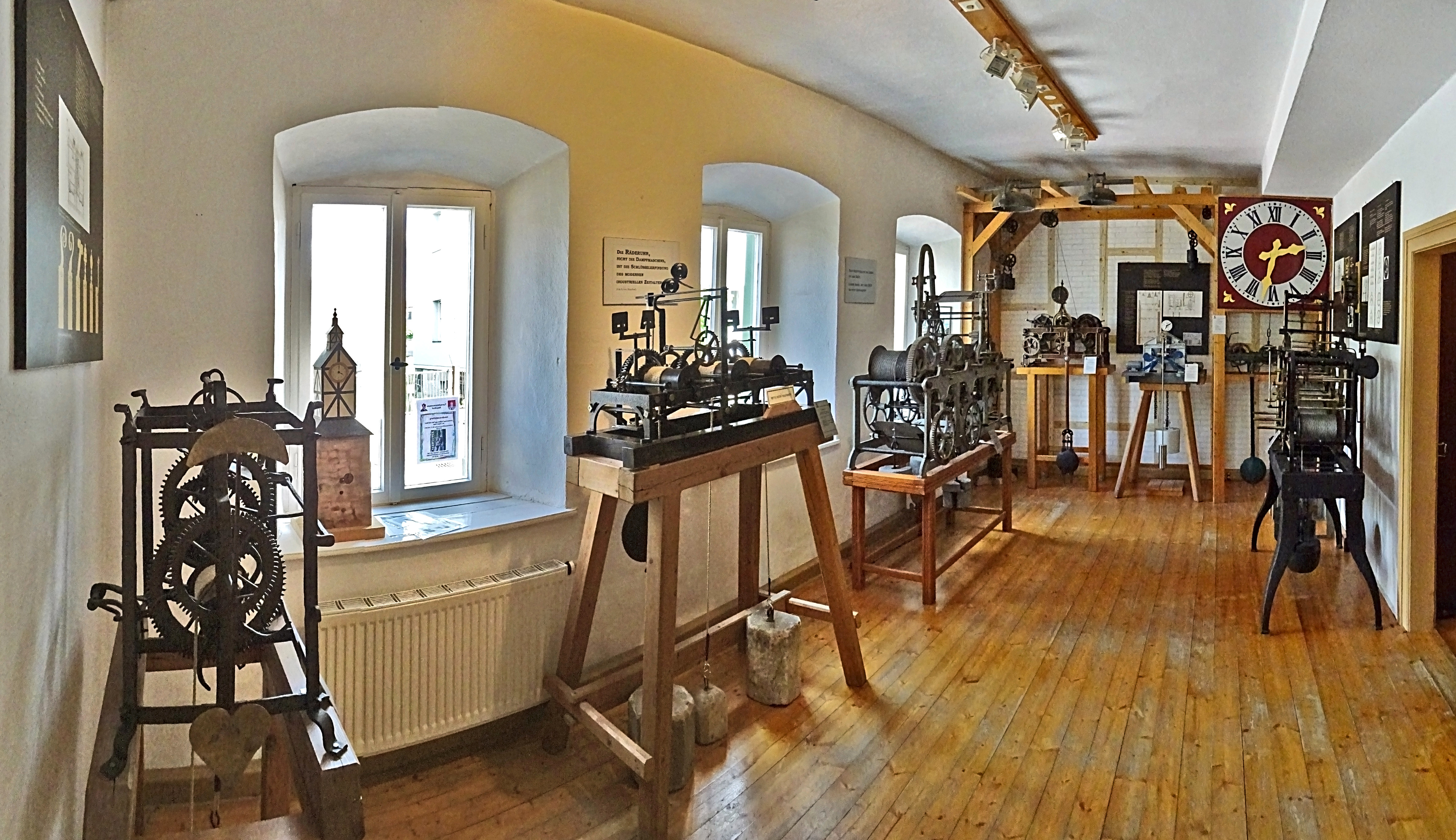
Ausstellungsraum unten

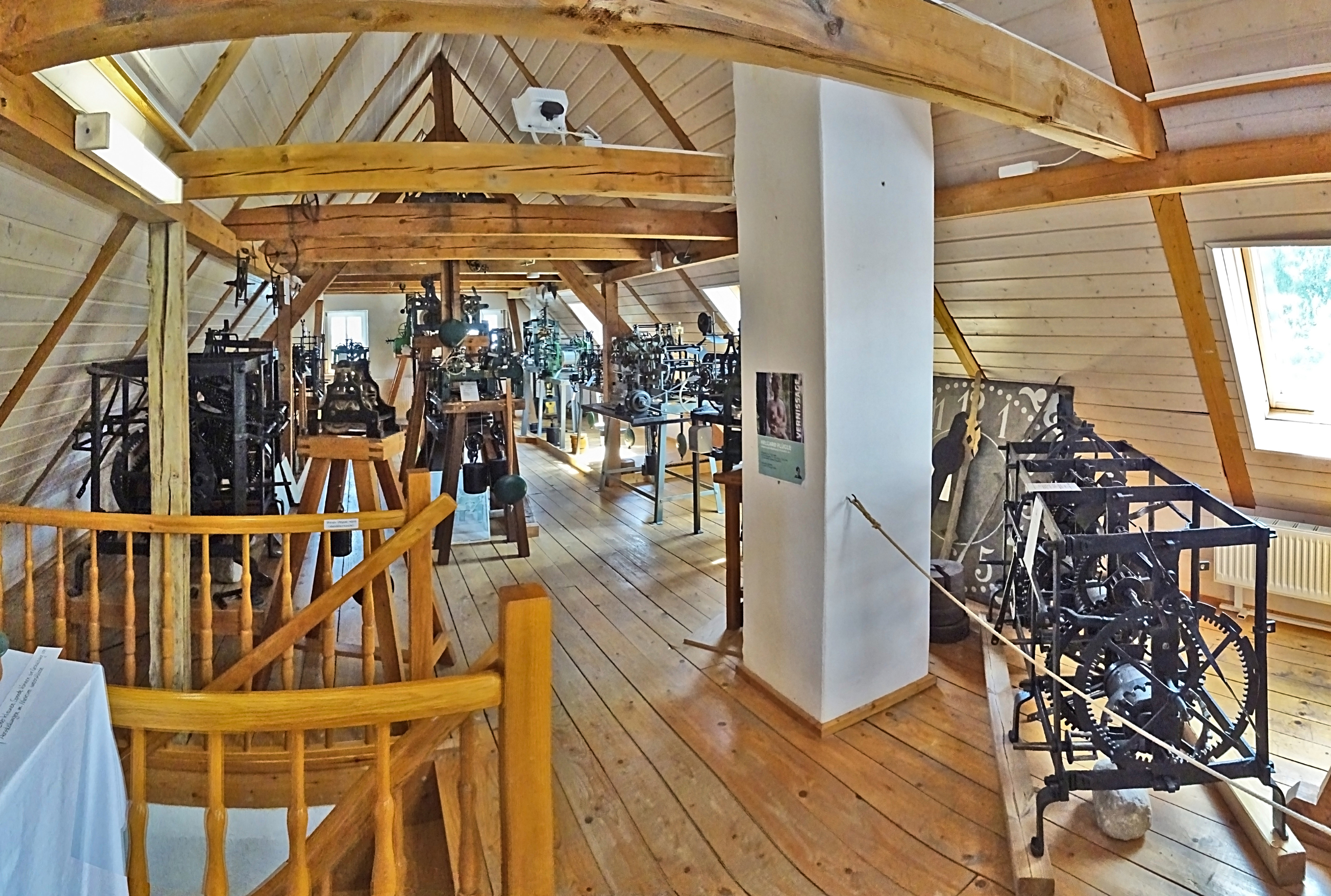
Ausstellungsraum oben

Das Turmuhrenmuseum Naunhof ist ein Museum in der Ungibauerstr. 1 der Gemeinde Naunhof
und wurde 1995 gegründet vom Förderverein Turmuhrenmuseum Naunhof e.V., der seit 1991 besteht. Schwerpunkt des Museums, das sich im historischen Fachwerkhaus von 1837, der ehemaligen Naunhofer Mädchenschule befindet, ist die Geschichte der Zeitmessung.
Turmuhren mit Räderwerk werden seit ca. 1300 gebaut und entwickelten sich in der darauf folgenden Zeit entsprechend des technischen Fortschritts immer weiter. Diese Zeugnisse eines Handwerks aus den vergangenen Jahrhunderten aufzuspüren, zu erhalten, zu restaurieren und der Öffentlichkeit zugänglich zu machen, ist Ziel des ersten Sächsischen Turmuhrenmuseums in Naunhof.
Das Museum ist im Besitz von Turmuhren aus vier Jahrhunderten, die durch den Förderverein zusammengetragen und restauriert wurden. Neben restaurierten mechanischen Turmuhrwerken werden eine Turmuhren- und Glockenläutanlage sowie eine Anzahl von Haupt- und Nebenuhrwerken gezeigt.
Das älteste Exemplar ist eine Turmuhr mit Viertel- und Stundenschlag aus dem Schloss Colditz von 1606, eines der neueren Exemplare ist eine elektronische Funk-Hauptuhr von Pragotron (Prag, um 1980) zur Übermittlung der exakten Zeit beim Funkhaus Leipzig.
Die Blumenuhr im Kirchgarten hinter dem Museum ist ein weiterer Anziehungspunkt.

## Sammlung

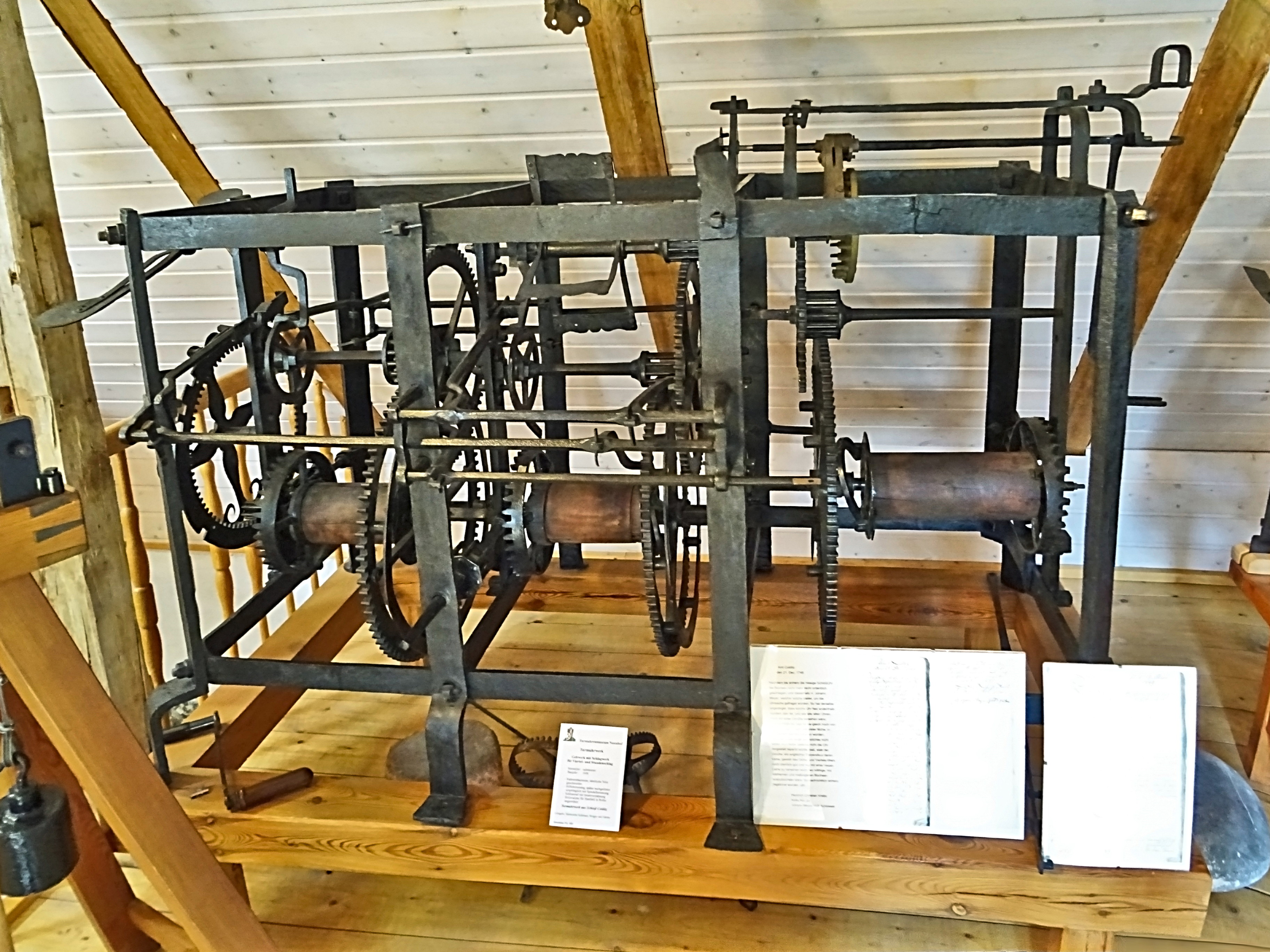
Ältestes Uhrwerk von 1606

Zur Sammlung gehören Exponate der Hersteller B. Zachariä (Leipzig), J. F. Weule (Bockenem), Wilhelm Kühn (Gräfenroda), C.F. Rochlitz (Berlin), Johann Mannhardt (München), S. Perrot (Calw), Bernhard Müller (Leipzig), Theodor Fendt (Marktoberdorf), F.F. Preußler (Saultitz), Bayreuther Turmuhren (Bayreuth), Richard Meyer (Magdeburg), Paul Vortmann (Recklinghausen), Johs. Hummel (Meissen), C. Berger (Giesow), Max Hahn (Zwickau), Saam (Themar), F. A. Beyes (Hildesheim), J.H. Weise, (Eichleben), Chris. Schmidt (Görlitz).
Ebenfalls zur Sammlung gehört eine Bahnhofsuhr mit Nasenuhr und Nebenwerken.
Weiterhin sind im zugehörigen Café zahlreiche Wohnzimmeruhren, Standuhren und andere Zeitmesser ausgestellt. Auch eine kleine Uhrmacherwerkstatt gibt es im Museum.